# Schirnding
Schirnding település Németországban, azon belül Bajorországban. Lakosainak száma 1156 fő (2023. december 31.). Schirnding Cheb, Libá, Pomezí nad Ohří és Hohenberg an der Eger községekkel határos.

## Népesség
A település népessége az elmúlt években az alábbi módon változott:
| Lakosok száma | 520  | 2189 | 2029 | 1812 | 1293 | 1249 | 1207 | 1184 | 1156 | 1156 |
|               | 1875 | 1950 | 1975 | 1987 | 2012 | 2014 | 2016 | 2017 | 2021 | 2023 |